# 羅克蘭 (紐約州)
羅克蘭（英語：Rockland）是一個位於美國紐約州沙利文縣的鎮。

## 人口
根據2020年美國人口普查的數據，羅克蘭的面積為246.75平方千米，當中陸地面積為243.86平方千米，而水域面積為2.88平方千米。當地共有人口3290人，而人口密度為每平方千米13人。